# Fabian Rieder
Fabian Rieder (ur. 16 lutego 2002 w Bernie) – szwajcarski piłkarz występujący na pozycji pomocnika we francuskim klubie Stade Rennais oraz w reprezentacji Szwajcarii. Wychowanek FC Solothurn, a następnie gracz BSC Young Boys.